# Powolschje

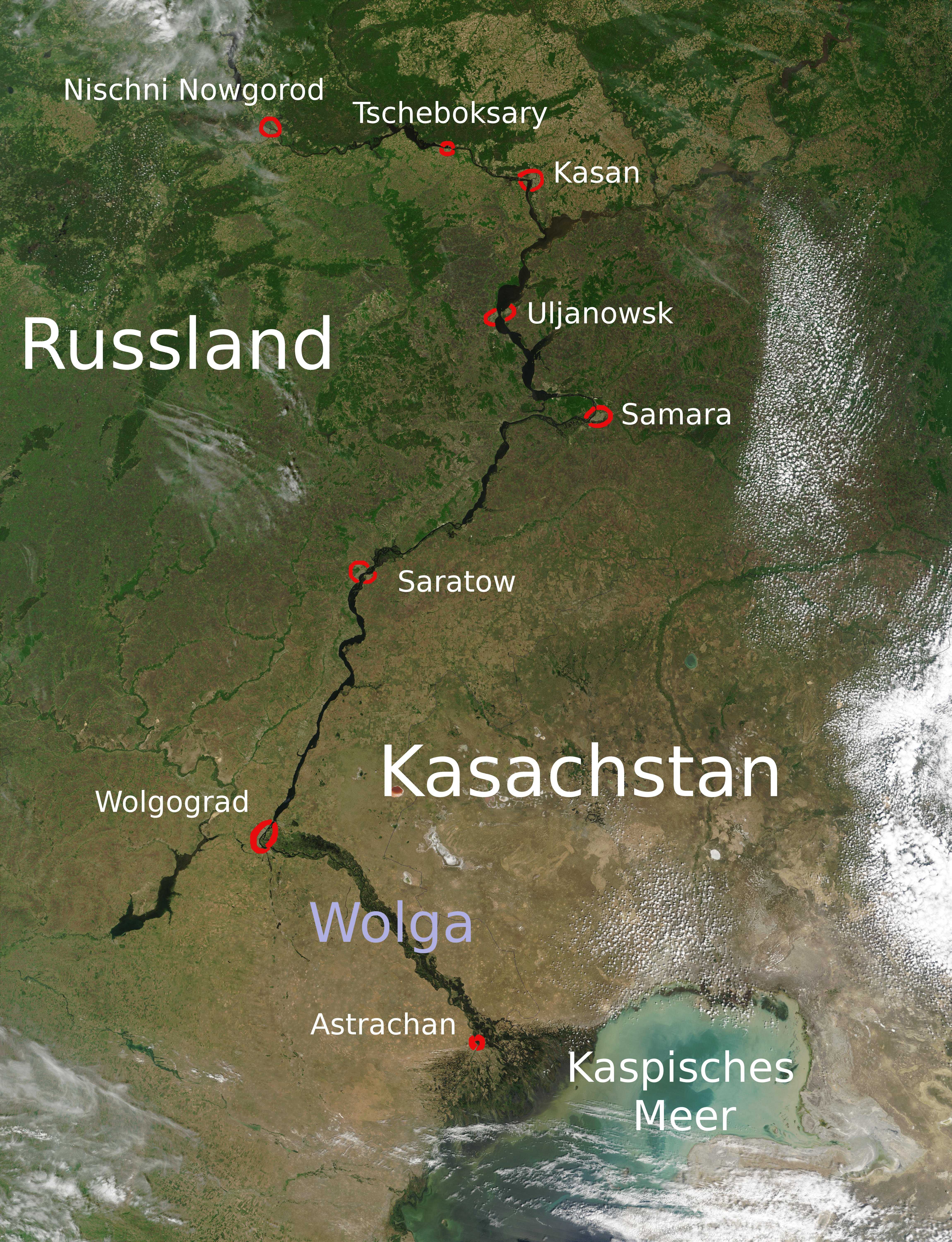
Karte der Gegend

Powolschje oder Wolgaregion (russisch Поволжье; wörtlich: an der Wolga) ist eine russische Landschaft, die sich entlang bzw. in der Nähe der mittleren und unteren Wolga erstreckt und ökonomisch auf die Wolga ausgerichtet ist.

## Geografie
Geographisch werden manchmal zur Powolschje auch Gebiete der oberen Wolga dazugezählt, die zwischen den Wolgaquellen und der Mündung der Oka in die Wolga liegen.

## Geschichte
In historischer Hinsicht unterscheidet man folgende vier Regionen der Powolschje:
- Region Untere Powolschje
- Region Mittlere Powolschje
- Region Pokamje
- Baschkortostan

Die Wolgaregion war über lange Zeit islamisch geprägt. Zu den islamischen Staaten, die hier ihr Zentrum hatten, gehörten das Reich der Wolgabulgaren (10.–13. Jahrhundert), das Chanat von Kasan und das Chanat Astrachan (beide 15.–16. Jahrhundert). Einer der ersten islamischen Gelehrten aus der Wolgaregion, der originelle Beiträge zur islamischen Literatur (Fiqh, Kalām, ʿAqīda) leistete, war Abū n-Nasr al-Qūrsāwī (1776–1812), zu seiner Zeit bereits eine kontroverse Figur.

## Regionen
Zur Region Untere Powolschje gehören die Oblast Saratow, Oblast Wolgograd, Oblast Astrachan und die  Autonome Republik Kalmückien.
Zur Region Mittlere Powolschje gehören die Autonome Republik Tatarstan, die Oblast Uljanowsk, die Oblast Pensa und die Oblast Samara.

## Belege
1. ↑  Vgl. zu ihm Michael Kemper: Sufis und Gelehrte in Tatarien und Baschkirien, 1789-1889. Der islamische Diskurs unter russischer Herrschaft. Kl. Schwarz, Berlin, 1988. S. 225–314.